# Pechuel-loeschea
Pechuel-loeschea es un género monotípico de plantas fanerógamas de la familia de las asteráceas. Su única especie: Pechuel-loeschea leubnitziae, es originaria de África.

## Distribución y hábitat
Es una planta herbácea arbustiva  y perennifolia que alcanza un tamaño de 1 - 1.5 m de altura a una altitud de  90 - 1340 metros. Se distribuye por Botsuana, Namibia  y Sudáfrica.

## Taxonomía
Pechuel-loeschea leubnitziae fue descrita por (Kuntze) O.Hoffm. y publicado en Botanische Jahrbücher für Systematik, Pflanzengeschichte und Pflanzengeographie 10: 274. 1889.
Sinonimia
- Piptocarpha leubnitziae Kuntze	basónimo
- Pluchea leubnitziae (Kuntze) N.E.Br.[4]